# Beton impregnowany polimerem
Beton impregnowany polimerami (PIC) (ang. PIC - Polymer Impregnated Concrete) – polimerobeton zaliczany do materiałów kompozytowych ceramiczno- polimerowych; materiał powstały w procesie sieciowania polimeru wprowadzonego w pory stwardniałego zwykłego betonu bez dodatków polimerowych.

## Skład
Do impregnacji stosuje się monomery lub prepolimery akrylowe, styrenowo-akrylowe, ciekłe żywice metakrylowe, poliuretanowe lub rzadziej żywice epoksydowe o małej lepkości.

## Właściwości
Betony impregnowane polimerami charakteryzują się, wysoką wytrzymałością na ściskanie – nawet ponad 150 MPa. Dodatkowo charakteryzuje je wysoki stopień szczelności, mrozoodporności i chemododporności.
| Właściwości                       | Zwykły beton bez dodatków polimerowych | Beton żywiczny (PC) | Beton polimerowo-cementowy (PCC) | Beton impregnowany polimerami (PIC) |
| --------------------------------- | -------------------------------------- | ------------------- | -------------------------------- | ----------------------------------- |
| Wytrzymałość na ściskanie [MPa]   | 10-60                                  | 40-150              | 10-75                            | 100-200                             |
| Wytrzymałość na zginanie [MPa]    | 1,5-7,0                                | 4,0-50,0            | 3,0-12,0                         | 7,0-35,0                            |
| Wytrzymałość na rozciąganie [MPa] | 0,6-3,0                                | 4,0-20,0            | 4,0-9,0                          | 4,0-17,0                            |
| Moduł elastyczności [GPa]         | 15-30                                  | 7-45                | 10-25                            | 30-50                               |
| Absorpcja wody [%]                | 4,0-10,0                               | 0,5-3,0             | 1,0-3,0                          | 0,5-1,5                             |
| Odporność chemiczna               | 1-2                                    | 4-5                 | 2-3                              | 3-4                                 |

odporność chemiczna: 1 - słaba, 2 - średnia, 3 - dobra, 4 - bardzo dobra, 5 - znakomita

## Stosowanie
Wyróżniamy betony impregnowane powierzchniowo (częściowo) i skrośnie. Betony impregnowane polimerami znajdują swoje miejsce w zastosowaniach specjalnych, takich jak: naprawy rys i pęknięć konstrukcji oraz powierzchniowej renowacji starych budowli.
Do uzyskania idealnego materiału potrzeba wyspecjalizowanego sprzętu oraz odpowiednio dobranego procesu technologicznego. Betony impregnowane polimerami nie są materiałem często stosowanym w budownictwie do tworzenia nowych konstrukcji budowlanych ze względu na skomplikowany proces produkcji.